# Diaparsis mendeleevi
Diaparsis mendeleevi là một loài tò vò trong họ Ichneumonidae.